# Sonnenfinsternis vom 24. Dezember 1992
Die partielle Sonnenfinsternis vom 24. Dezember 1992 konnte in Nordostasien sowie im Nordostpazifik beobachtet werden. Allerdings geschah dies auf dem asiatischen Festland, mit Ausnahme der Halbinsel Kamtschatka, früh morgens während des Sonnenaufgangs. In Japan hingegen war der vollständige Finsternisablauf in den Morgenstunden zu beobachten. Während von der nördlichen Hauptinsel Hokkaidō aus gesehen über 60 Prozent der Sonnenscheibe vom Mond bedeckt wurden, war es auf der südlichen Hauptinsel Kyūshū nur ein Drittel. Eine Beobachtung während des Sonnenuntergangs bot sich in Südwestalaska. Bemerkenswert ist auch die Tatsache, dass die Orte der maximalen Verfinsterung der direkt aufeinander folgenden partiellen Sonnenfinsternisse vom 24. Dezember 1992 und vom 21. Mai 1993 nur 300 km voneinander entfernt in Tschukotka lagen.
Diese Sonnenfinsternis gehört dem jungen Saros-Zyklus 151 an, der insgesamt 72 Finsternisse umfassen wird. Saros 151 startete am 14. August 1776 mit einer kleinen partiellen Sonnenfinsternis in Nordwestkanada. Die ersten Finsternisse sind 18 partielle auf der Nordhalbkugel der Erde. Danach folgen 6 ringförmige, 1 hybride und 39 totale Sonnenfinsternisse. Den Abschluss bilden 8 partielle Finsternisse in der Antarktis. Der Zyklus endet am 1. Oktober 3056.